# Miren Zeberio
Miren Zeberio Etxetxipia (Tolosa, País Vasco, 1983-) es una violinista española, también toca el rabel, fidula y violín barroco.

## Biografía
Comenzó a tocar el violín desde pequeña con Ana Sebastián, con el impulso y la ayuda de su madre. Cursó estudios medios y superiores en los Conservatorios de Irún y San Sebastián con Raffaela Accela y Christian Ifrim, respectivamente. Posteriormente, profundizó sus estudios musicales en Utrecht (Países Bajos) con Karen Turpie y sus inicios en el violín barroco con Antoinette Lohmann.
Se traslada a Utrecht (Holanda) donde sigue formándose durante seis años en el ámbito clásico con Karen Turpie, y donde se especializará en violín barroco de la mano de Antoinette Lohmann y en Barcelona con Pablo Valetti. Su interés abarca también la música tradicional y colaboraciones en el campo del pop y jazz. Ha formado parte de jóvenes orquestas como la JONDE, Gustav Mahler Jugendorchester o la Accademia Montis Regalis, siendo dirigida por Claudio Abbado, Enrico Onofri, Amandine Beyer, etc. Ha formardo parte de la orquesta de cámara BandArt dirigida por el gran Gordan Nikolic, y colabora con formaciones de música antigua tales como la Le Concert des Nations (Jordi Savall), Constantinople (Kiya Tabassian), Ensemble Elyma (Gabriel Garrido), Al Ayre Español (Eduardo López Banzo), La Ritirata (Josetxu Obregón), realizando numerosas grabaciones discográficas.
Ha formado parte de la EGO (Euskadiko Gazte Orkestra).
Entre los profesores y músicos influyentes en su formación pedagógica destacan Karen Turpie, Antoinette Lohmann, Manfredo Kraemer, Jordi Savall, Eduardo López-Banzo, Olivia Centurioni, Enrico Onofri y Amandine Beyer.

## Trayectoria
En la última década su trabajo artístico se ha centrado sobre todo en la Euskal Barrokensemble, con la que han realizado varios trabajos creativos de interés y cientos de conciertos a nivel internacional (Auditorio Nacional de Madrid, Kursaal y Teatro Arriaga, Estocolmo Early Music Festival, Philharmonie de Liege, Flamenco Biennale Nederland, Radio France Paris, Tychy Guitar Festival, Festival Montreal Baroque...). Siempre ha compartido su trabajo artístico con la educación, siendo profesora de violín en los Conservatorios de Leioa y Bilbao, entre otros. 
Durante los últimos años su actividad artística se vuelca especialmente en Euskal Barrokensemble, compaginándolo con su labor docente en el conservatorio de Leioa.
Ha sido profesora titular de violín en el Conservatorio Escudero de San Sebastián.
Junto a Enrike Solinis crea en 2023 la editorial Erlea, con el fin de recoge el espíritu del patrimonio vasco y dar a conocer y difundir la historia a través de la música antigua. 

## Discografía
- 2000 -- Gonzalo Tejada – En Tránsito (Un Tributo A Scott LaFaro) (CD, Album) -- NO-CD Rekords - CDNO 25

- 2000 -- Etzakit – Goiz Edo Noiz? (CD, Album) -- Elkarlanean- KD-548
- 2000 -- Gozategi – Egunon (CD, Album) -- Elkarlanean, Triki- KD-564
- 2003 -- Piratas* – Respuestas (CD, Album, Ltd) -- WEA -- 5046667772
- 2003 -- Piratas* – Dinero (CD, Album, Ltd) -- WEA -- 5046667782
- 2003 -- Piratas* – Relax -- WEA
- 2003 -- Mikel Erentxun – Ciudades De Paso -- (CD, Album, Digipak) -- Gasa
- 2011 -- Jean-Philippe Rameau • Le Concert des Nations • Jordi Savall – L'Orchestre De Louis XV (Suites D'Orchestre) -- (2×SACD, Hybrid, Multichannel, Stereo, Album) --Alia Vox, Alia Vox
- 2012 -- Antonio Vivaldi - Forma Antiqva – The Four Seasons -- (CD, Album) -- Winter & Winter
- 2013 -- Enrike Solinís, Euskal Barrokensemble – Colores Del Sur (Baroque Dances For Guitar) -- (CD, Album, Stereo) --Glossa
- 2013 -- Andrea Falconieri, La Ritirata, Josetxu Obregón – Il Spiritillo Brando -- (CD, Album, Trifold Digipak) -- Glossa --GCD 923101
- 2014 -- Constantinople, Suzie LeBlanc – Metamorfosi - Impressions Baroques -- (CD, Album, Stereo) -- Analekta
- 2014 -- Juan Crisóstomo de Arriaga - La Ritirata – The Complete String Quartets -- Glossa
- 2015 -- Euskal Barrokensemble, Enrike Solinís – Euskel Antiqva (Le Legs Musical Du Pays Basque) -- Alia Vox
- 2015 -- Josetxu Obregón, La Ritirata – The Cello In Spain -- (CD) -- Glossa -- GCD 923103
- 2017 -- Euskal Barrokensemble, Enrike Solinís – El Amor Brujo (Esencias De La Música De Manuel De Falla) -- Alia Vox
- 2023 -- Euskelelea

## Premios
2009 - XII Beca Nicanor Zabaleta